# Спеціальний бюлетень
«Спеціальний бюлетень» (англ. Special Bulletin) — американський телевізійний фільм 1983 року про вигадані події в американському місті Чарлстон.

## Сюжет
Група антиядерних активістів захоплює заручників на буксирі в Чарлстоні, Південна Кароліна. Вони вимагають, щоб ядерні боєголовки, що розташовані в районі Чарльстона, бути негайно роззброєні, якщо ця вимога не буде виконана, то активісти обіцяють підірвати власний ядерний пристрій. За розвитком кризи в прямому ефірі стежать ведучі телеканалу RBS.

## У ролях
| Актор             | Роль                   |
| ----------------- | ---------------------- |
| Ед Фландерс       | Джон Вудлі             |
| Кетрін Волкер     | Сьюзан Майлс           |
| Роксана Гарт      | Меган «Мег» Барклай    |
| Крістофер Олпорт  | Стівен Левітт          |
| Девід Кленнон     | доктор Брюс Лиман      |
| Девід Раш         | доктор Девід Маккісон  |
| Розалінд Кеш      | Фріда Бартон           |
| Еббі Роу Сміт     | Джим Сівер             |
| Роберта Максвелл  | Діана Сильверман       |
| Роберт Кей        | Джордж Такашима        |
| Дж. Веслі Г'юстон | Бернард Фрост          |
| Френк Дент        | доктор Джейсон Галперн |
| Чарльз Леніер     | Меррітт Каннінгем      |
| Міє Гант          | Еллен Стівенс          |
| Брюс Філдс        | Волтер С. Літтау       |
| Лейн Сміт         | Мортон Сандерс         |
| Джим Дженсен      | Арлен Суррей           |
| Пітер Хоббс       | Джонатан Е. Герман     |
| Бернард Беренс    | доктор Нільс Йоханссен |
| Майкл Медсен      | Джиммі Ленокс          |